# Dometie al Bizanțului
Dometie al Bizanțului (în greacă Δομέτιος, transliterat: Dometios; n. secolul al III-lea d.Hr. – d. 284 d.Hr.) a fost episcop al Bizanțului, slujind pentru doisprezece ani, între 272 și 284, în timpul mai multor împărați, printre care Aurelian și fratele său, Probus. Spre deosebire de fratele său, care nu a îmbrățișat creștinismul, Dometie a fost botezat de predecesorul său, Tit, pe care l-a și urmat în funcție. 
Dometie a avut doi fii, Probus și Mitrofan. Ambii au devenit mai târziu episcopi ai orașului. Dometie a fost urmat de Rufin.